# Cheyletoidea
Cheyletoidea (лат.) — надсемейство простигматных клещей из инфраотряда Eleutherengona. Встречаются повсеместно.

## Описание
Микроскопического размера клещи (от 0,1 до 1,6 мм). Среди Cheyletoidea наблюдается разнообразие жизненных форм, включая свободных хищников, нидиколов и высокоспециализированных экто- и эндопаразитов Amniota. Предположительно они постепенно перешли к паразитизму через гнездовое хищничество. Разные авторы включают разные семейства в состав надсемейства с разными жизненными формами: Syringophilidae (паразиты птиц, живущие в перьях), Harpirhynchidae (экто- и внутрикожные паразиты птиц), Ophioptidae (эктопаразиты змей), Cloacaridae (эндопаразиты черепах и млекопитающих), Myobiidae (эктопаразиты млекопитающих), Demodicidae и Psorergatidae (внутрикожные паразиты млекопитающих), Cheyletidae (хищники и паразиты).

## Систематика
Разные авторы включают в неадсемейство от 5 до 8 семейств, более чем 1000 видов и примерно 150 родов. Согласно традиционным взглядам надсемейство Cheyletoidea включают в секцию Raphignathae в составе инфраотряда Eleutherengona простигматных клещей.
Ранее входившее в состав Cheyletoidea семейство Myobiidae было в 2002 году выделено в отдельное надсемейство Myobioidea. В 2008 году семейства Epimyodicidae и Cloacaridae были исключены и выделены в Cloacaroidea и надсемейство Cheyletoidea включало 5 семейств (Cheyletidae, Syringophilidae, Harpirhynchidae, Psorergatidae, Demodicidae).
В 2009 году надсемейство включало 7 семейств, а в 2011 снова пять (число видов ниже приводится по Zhang et al., 2011).
- Cheyletidae Leach, 1815 (75 родов, 438 видов)
- Cloacaridae Camin, Moss, Oliver & Singer, 1967[9] (6, 14) (или в Cloacaroidea)
- Demodicidae Nicolet, 1855 (7, 108)
- Epimyodicidae Fain, Lukoschus & Rosmalen, 1982 (1, 4) (или в Cloacaroidea)
- Harpirhynchidae Dubinin, 1957 (14, 93)[10] (включая подсем. Ophioptinae)
- Psorergatidae Dubinin, 1955 (3, 73)[11]
- Syringophilidae Lavoipierre, 1953 (63, 259)[12][13]